# Christiane Torloni
Christiane Maria dos Santos Torloni (n. 18 februarie 1957) este o actriță braziliană.